# Gareth Potts
Gareth Potts (* 30. Juni 1983 in Stoke-on-Trent) ist ein englischer Poolbillardspieler.

## Karriere
Gareth Potts begann im Alter von sieben Jahren Billard zu spielen. 2000 wurde er Junioren-Weltmeister der World Eightball Pool Federation (WEPF). 2003 erreichte er bei der Herren-Weltmeisterschaft der WEPF das Viertelfinale. Zwei Jahre später wurde er durch einen 11:7-Finalsieg gegen seinen Landsmann Chris Melling Weltmeister. Nachdem er 2006 in der Runde der letzten 32 ausgeschieden war, gewann er 2007 den Titel im Finale gegen Mick Hill. Bei der WEPF-WM 2008 wurde er durch einen Finalsieg gegen Jason Twist zum dritten Mal Weltmeister. Er war der erste Spieler, dem es gelang, einen Titel bei der WEPF-WM erfolgreich zu verteidigen. Ein Jahr später schied er im Viertelfinale gegen Adam Davis aus.
2013 gewann Potts das World Chinese 8-Ball Masters. Ein Jahr später gelang ihm durch einen 15:6-Finalsieg gegen den Chinesen Shi Hanqing die Titelverteidigung. Wenige Wochen später gewann er zudem die IPA Blackball World Championship. Beim World Chinese 8-Ball Masters 2015 kam er auf den dritten Platz. Im Januar 2017 gewann er zum dritten Mal das World Chinese 8-Ball Masters. Im Finale konnte er sich nach einem 11:11-Unentschieden mit 2:1 im Shoot-out gegen den Chinesen Zhang Kunpeng durchsetzen.

## Erfolge
| WEPF-8-Ball-Junioren-Weltmeister: | 2000             |
| WEPF-8-Ball-Weltmeister:          | 2005, 2007, 2008 |
| World Chinese 8-Ball Masters:     | 2013, 2014, 2017 |
| IPA Blackball World Championship: | 2014             |